# Realiti - Siamo tutti protagonisti
Realiti - Siamo tutti protagonisti è un talk show italiano in onda su Rai 2 condotto da Enrico Lucci. La trasmissione è in onda dal 5 giugno 2019 su Rai 2.

## Il programma
Definito dallo stesso conduttore come «il Truman Show dell'informazione», è una trasmissione di infotainment in cui i protagonisti sono personaggi noti al pubblico trattati in questo caso come concorrenti inconsapevoli di far parte di un reality show, difatti le clip di presentazione sono composte dagli stessi video che tali personaggi pubblicano sui loro profili social. La scenografia riprende in maniera iconoclasta gli stereotipi dei reality show: ci sono delle poltrone girevoli, sono presenti dei "saggi" (Asia Argento, Luchè e Aurelio Picca) che esprimono il proprio giudizio come se fossero in un talent show, una giuria popolare composta da dieci persone e un confessionale con un ospite speciale come nel Grande Fratello. Alla fine viene fatta una somma tra il voto in studio e il voto social e alla fine è lo stesso conduttore a ribaltare il risultato, assegnando un bonus di 1000 punti al suo preferito o un malus di -1000 punti a quello che ha gradito meno.
A causa dei bassi ascolti riscontrati nella prima puntata, dalla seconda puntata il programma viene spostato in seconda serata, la durata viene accorciata e perde la diretta.

## Ascolti
| n° | Data di messa in onda | Concorrenti                                                                                             | Ospiti                                                                                 | Telespettatori | Share |
| -- | --------------------- | --- | -------------------------------------------------------------------------------------- | -------------- | ----- |
| 1  | 5 giugno 2019         | Chiara Ferragni, Luigi Di Maio, Silvio Berlusconi, Marco Carta, Fedez, Generale Marasco, Matteo Salvini | Vincenzo Salemme, Chef Renatone, Daniela Martani, Francesco Borrelli, Leonardo Zappalà | 428.000        | 2,48% |
| 2  | 12 giugno 2019        | Generale Marasco, Metroman, Matteo Salvini, la sorella di Mark Caltagirone, Marcella                    | Asia Valente, Imen Boulahrajane                                                        | 426.000        | 3,67% |
| 3  | 19 giugno 2019        | Francesco Totti, Maurizio Sarri, Sara Affi Fella, Tony Effe, Nino D'Angelo e Gigi D'Alessio             | Alba Parietti                                                                          | 396.000        | 3,65% |
| 4  | 26 giugno 2019        | Diletta Leotta, Emis Killa, Barbara D'Urso, Bobo Vieri, Generale Marasco                                | Valeria Marini                                                                         | 444.000        | 4,24% |
| 5  | 3 luglio 2019         | Vasco Rossi, Marco Borriello, Belén Rodríguez, Emi's Life, La Diva Del Tubo                             | Vladimir Luxuria                                                                       | 301.000        | 5,22% |
| 6  | 10 luglio 2019        | Jessy, Nonna Fedez, Wanda, Vittorio Sgarbi, Daniela Santanchè                                           | Maria Teresa Ruta                                                                      | 285.000        | 3,36% |
| 7  | 17 luglio 2019        | Marta Flavi, Rocco Siffredi, Follettina Creation, Cristiano Malgioglio, Elenoire Ferruzzi               | Emilio Fede                                                                            | 171.000        | 3,50% |
| 8  | 24 luglio 2019        | Giuseppe Di Carluccio, Elettra Lamborghini, Crocchettaaa, Ghali, Cristina D'Avena                       | Lello Arena                                                                            | 167.000        | 3,65% |
| 9  | 31 luglio 2019        | Carmen Russo, Marta Pasqualato, Michelle Hunziker, Mauro Icardi, Crudo Cotto e Mangiato                 | Maria Monsè                                                                            | 181.000        | 3,71% |
| 10 | 7 agosto 2019         | Mara Venier, Nonna Mimma, Mario Balotelli, Taylor Mega, Carlotta Asmr                                   | Max Giusti                                                                             | 129.000        | 2,79% |